# Cuento de invierno
Cuento de invierno (The Winter's Tale) es una obra de William Shakespeare, publicada originalmente en el First Folio de 1623 y escrita entre 1610 y 1611. Aunque habitualmente se la ha clasificado dentro de las comedias, algunos editores modernos defienden que la obra sería uno de los romances tardíos de Shakespeare. Otros críticos sostienen la idea de que es una de las obras problemáticas del autor ya que en sus tres primeros actos se caracterizan por su intenso drama psicológico, mientras que los dos últimos son cómicos y dan a la obra un final feliz.
La obra reapareció después de un largo periodo en el olvido con la adaptación de David Garrick en 1753 con el título de Florizel and Perdita. Durante el siglo XIX se hizo muy popular su cuarto acto.

## Sinopsis
La obra empieza con la visita de Políxenes, el rey de Bohemia a su amigo de la infancia Leontes, el rey de Sicilia. Tras nueve meses Políxenes debe volver a su reino a atender sus obligaciones y a ver a su hijo. Leontes intenta desesperadamente que se quede más tiempo, pero fracasa. Leontes entonces, decide enviar a su mujer la reina Hermíone para que convenza a Políxenes. Hermíone acepta y tras tres breves discursos consigue que se quede. Leontes se pregunta cómo ha podido Hermíone convencer a Políxenes tan fácilmente y Leontes empieza a sospechar que su mujer embarazada ha tenido una aventura y que el hijo que espera es de Políxenes. Leontes ordena a Camilo, noble de Sicilia, envenenar a Políxenes. Camilo, sin embargo, alerta a Políxenes y ambos huyen a Bohemia.
Furioso por la huida, Leontes acusa públicamente a su mujer de la infidelidad y declara que el hijo que lleva en el vientre es ilegítimo. Leontes manda a prisión a su mujer, bajo protestas de sus nobles y manda a dos de sus nobles, Cleómenes y Dion, al oráculo de Delfos para confirmar sus sospechas. Mientras tanto, la reina da a luz a una niña y su amiga Paulina lleva al bebe ante el rey con la esperanza de que la visión de la niña le ablande. Sin embargo, esto le enfurece todavía más y ordena a Antígono, el marido de Paulina, que se lleve al bebé a un lugar abandonado. Cleómenes y Dion vuelven de Delfos y encuentran a Hermíone llevada a juicio por el rey. El Oráculo ha sentenciado que Hermíone y Políxenes son inocentes, Camilo un hombre honesto y que Leontes no tendrá heredero hasta que su hija sea encontrada. Leontes se niega a creer la verdad. En ese momento llega la noticia de que el hijo de Leontes, Mamilo, ha muerto. Hermíone, pierde el conocimiento y es atendida por Paulina que comunica al rey Leontes la muerte de su esposa. Leontes jura pasar el resto de sus días expiando la pérdida de su hijo, su hija abandonada y su reina.
Mientras, Antígono, abandona al bebé en la costa de Bohemia. Hermíone se le ha aparecido en un sueño y le ha dicho que llame a su hija Perdita. Al abandonarla, deja a su lado un fardo con oro para sugerir que la niña es de sangre noble. Entonces, una gran tormenta aparece hundiendo el barco en el que Antígono navegó hasta allí. Antígono siente lástima por el bebé, pero es atacado por un oso en una de las acotaciones más famosas de Shakespeare: "Sale, perseguido por un oso". Afortunadamente, Perdita es rescatada por un pastor y su hijo.
Han pasado dieciséis años. Camillo, ahora al servicio de Políxenes, ruega al rey de Bohemia que le permita volver a Sicilia. Políxenes se niega y le dice que su hijo, el príncipe Florizel, se ha enamorado de la hija de un pastor: Perdita. El rey sugiere a Camilo que para distraerse de sus pensamientos, se disfracen y vayan al festival de la esquila donde Florizel y Perdita se van a prometer. En el festival, organizado por el Viejo Pastor que ha prosperado gracias al oro del fardo, el vendedor ambulante Autólico roba al Joven Pastor y entretiene a los invitados con canciones obscenas. Disfrazados Políxenes y Camillo ven como Florizel (haciéndose pasar por un pastor llamado Doricles) y Perdita se prometen. Políxenes se descubre e interviene enfadado amenazando al Viejo Pastor y a Perdita con la muerte y ordenando a su hijo que no vuelva a ver a la hija del pastor nunca más. Con la ayuda de Camillo que desea volver a su tierra, Florizel y Perdita cogen un barco a Sicilia usando las ropas de Autólico como disfraz. En el viaje se les une el Viejo Pastor y su hijo que son conducidos hasta allí por Autólico.
En Sicilia, Leontes guarda aún el luto. Cleómenes y Dion le suplican que abandone su estado de arrepentimiento ya que el reino necesita un heredero. Paulina, sin embargo, le convence de que continúe su penitencia hasta que ella le encuentre una esposa. Florizel y Perdita llegan y son recibidos efusivamente por Leontes. Florizel dice que su visita es una misión diplomática de su padre pero es descubierto cuando Políxenes y Camilo llegan también a Sicilia. El encuentro y reconciliación de los dos reyes es contado por los caballeros de la corte de Sicilia: cómo el Viejo Pastor crio a Perdita, cómo Antígono murió, cómo Leontes se llenó de alegría al reunirse con su hija y cómo le pidió perdón a Políxenes. Autólico, ruega al Viejo Pastor y al Joven Pastor, convertidos ahora en caballeros por los reyes, que le perdonen por su picardía. Leontes, Políxenes, Camillo, Florizel y Perdita viajan a la casa de Paulina en el campo donde se ha terminado de esculpir una estatua de Hermíone. La visión de su mujer perturba al rey Leontes pero todos se maravillan de que la estatua muestre signos de vitalidad: se trata en realidad de Hermíone que ha vuelto a la vida. Al final de la obra Florizel y Perdita se desposan y todos celebran el milagro ocurrido. A pesar del final feliz típico de las comedias y romances de Shakespeare, la impresión de la injusta muerte del joven príncipe Mamilo perdura hasta al final como un elemento trágico sin compensación sumado a los años perdidos de separación.

## Personajes
Sicilia:
- Leontes: Rey de Sicilia, amigo de la infancia de Políxenes, rey de Bohemia.

- Hermíone: la reina de Sicilia.
- Camilo: Un noble siciliano.
- Paulina: Una noble siciliana.
- Antígono: El marido de Paulina y un amigo de Hermíone.
- Dion: un noble de Sicilia.
- Cleómenes: un noble siciliano.
- Mamilo: El joven príncipe de Sicilia.
- Emilia: una dama de compañía de Hermíone.

Bohemia:
- Políxenes: Rey de Bohemia y amigo de la infancia del Leontes.
- Florizel: el único hijo y heredero de Políxenes.
- Perdita: la hija de Leontes y Hermíone.
- Viejo Pastor: un pastor anciano y venerable.
- Joven Pastor: el hijo del pastor y hermano adoptivo de Perdita.
- Autólico: un pícaro vagabundo y carterista.